# 81-ша механізована бригада (Румунія)
81-ша механізована бригада імені генерала Григоре Белана (рум. Brigada 81 Mecanizată «General Grigore Bălan») — складова Сухопутних військ Румунії. Підпорядковується 4-й піхотній дивізії. Носить ім'я генерала Григоре Белана з 2010 року.

## Історія
81-ша механізована бригада веде свою історію від 81-го піхотного полку, сформованого 1919 року з трансильванських румунів. Того ж року цей піхотний полк брав участь у боях в Трансильванії, де воював проти угорської армії під проводом Бели Куна.
1 березня 1995 року в Дежі шляхом розформування 223-го механізованого полку була сформована 81-ша бригада, яку з 4 січня 2001 року перевели до Бистриці.
Солдати бригади брали участь у місіях на всіх театрах військових дій, де була присутня румунська армія: Ангола, Албанія, Югославські війни, Ірак та Афганістан.
2017 року бригада підписала договір про поглиблену співпрацю з чеською 4-ю бригадою швидкого реагування і німецькою 10-ю танковою дивізією, 2024 відбулися спільні з Молдовою навчання резервістів «Wind Spring-24».

## Склад
| Штаб 812-й ПБ 815-й БП 3-й ЗАДн 191-й ПБ 811-й ПБ 813-й ПБ 817-й АДн |
| 3-й зенітний артилерійський дивізіон Турда                           |
| 191-й піхотний батальйон Арад                                        |
| 405-й батальйон забезпечення Бистриця                                |
| 811-й піхотний батальйон Деж                                         |
| 812-й піхотний батальйон Бистриця                                    |
| 813-й піхотний батальйон Бая-Маре                                    |
| 815-й батальйон підтримки Бистриця                                   |
| 817-й артилерійський дивізіон Прунду-Биргеулуй                       |